# Schulhaus Dorfhagen
Das Schulhaus Dorfhagen in der niedersächsischen Gemeinde Hagen im Bremischen, Ortsteil Dorfhagen, Alte Lindenstraße 3, Ecke An der Bundesstraße, im Landkreis Cuxhaven, stammt aus der ersten Hälfte des 20. Jahrhunderts.
Aktuell (2024) wird es als Wohnhaus genutzt.
Das Gebäude steht unter Denkmalschutz (siehe auch Liste der Baudenkmale in Hagen im Bremischen).

## Beschreibung
Dorfhagen wurde erstmals als Hagen 1110 erwähnt. Es hat heute um 200 Einwohner. Es gab einen älteren Vorgängerbau der Schule.
Das  eingeschossige traufständige verklinkerte Schulhaus mit ziegelgedecktem Walmdach, mit drei großen Dachhäusern, aufgesetztem Uhrengiebel zur Straßenseite sowie eckigen Fenstern wurde 1927 gebaut. Die Schule hatte einen Klassenraum und die Lehrerwohnung. Bis Ende der 1950er Jahre oder Anfang der 1960er Jahre war es eine einklassige Volksschule für alle Jahrgänge, später war sie dann eine Grundschule. 1968/69 wurde sie als Grundschule aufgelöst.
Das Landesdenkmalamt befand u. a.: „… Für die Orts- und Siedlungsgeschichte Dorfhagens hat das Gebäude somit eine geschichtliche Bedeutung, ebenso aufgrund seines Zeugnis- und Schauwertes als beispielhafte Dorfschule … .“
Die Kinder aus Dorfhagen werden heute zumeist in Hagen unterrichtet an der Grundschule an der Staleke und der Hermann-Allmers-Haupt- und Realschule von 1962.